# Elisa Toffoli

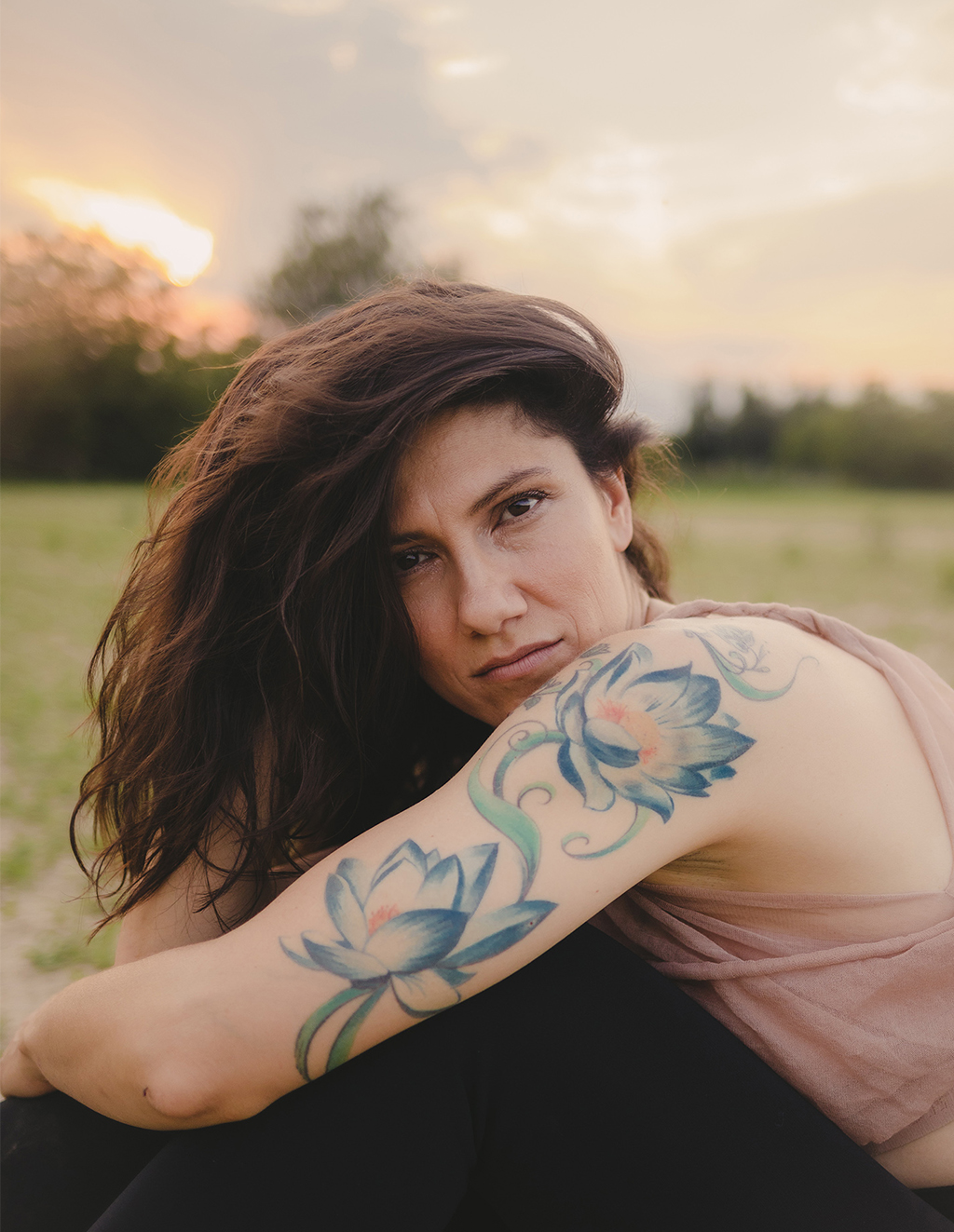

Elisa Toffoli, cunoscută drept Elisa, (n. 19 decembrie 1977, Trieste, Italia) este o cântăreață italiană cunoscută, îndeosebi în Europa, datorită materialelor sale discografice de succes.